# Douglas DC-9

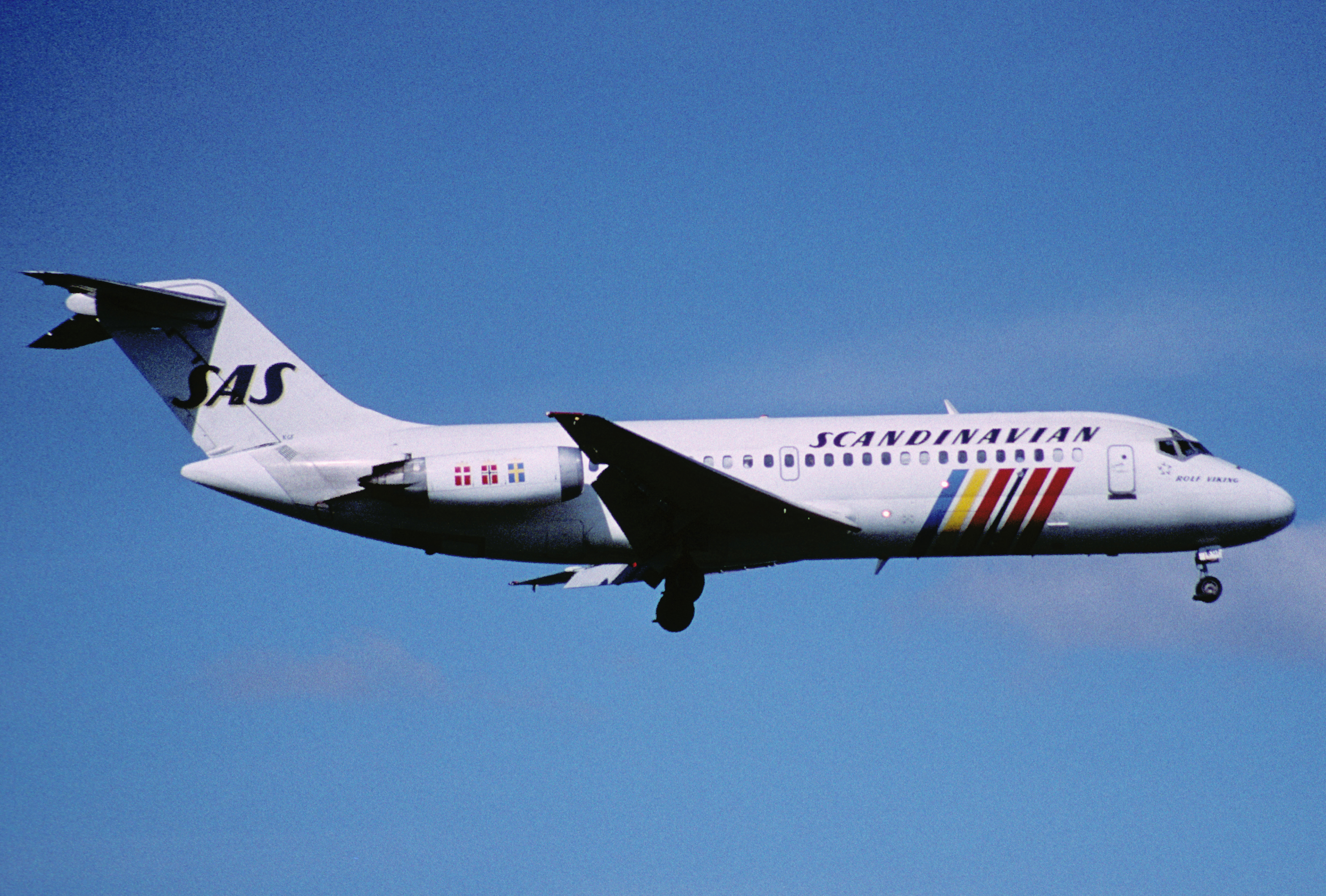
En SAS Douglas DC-9-21, Zürich 1999

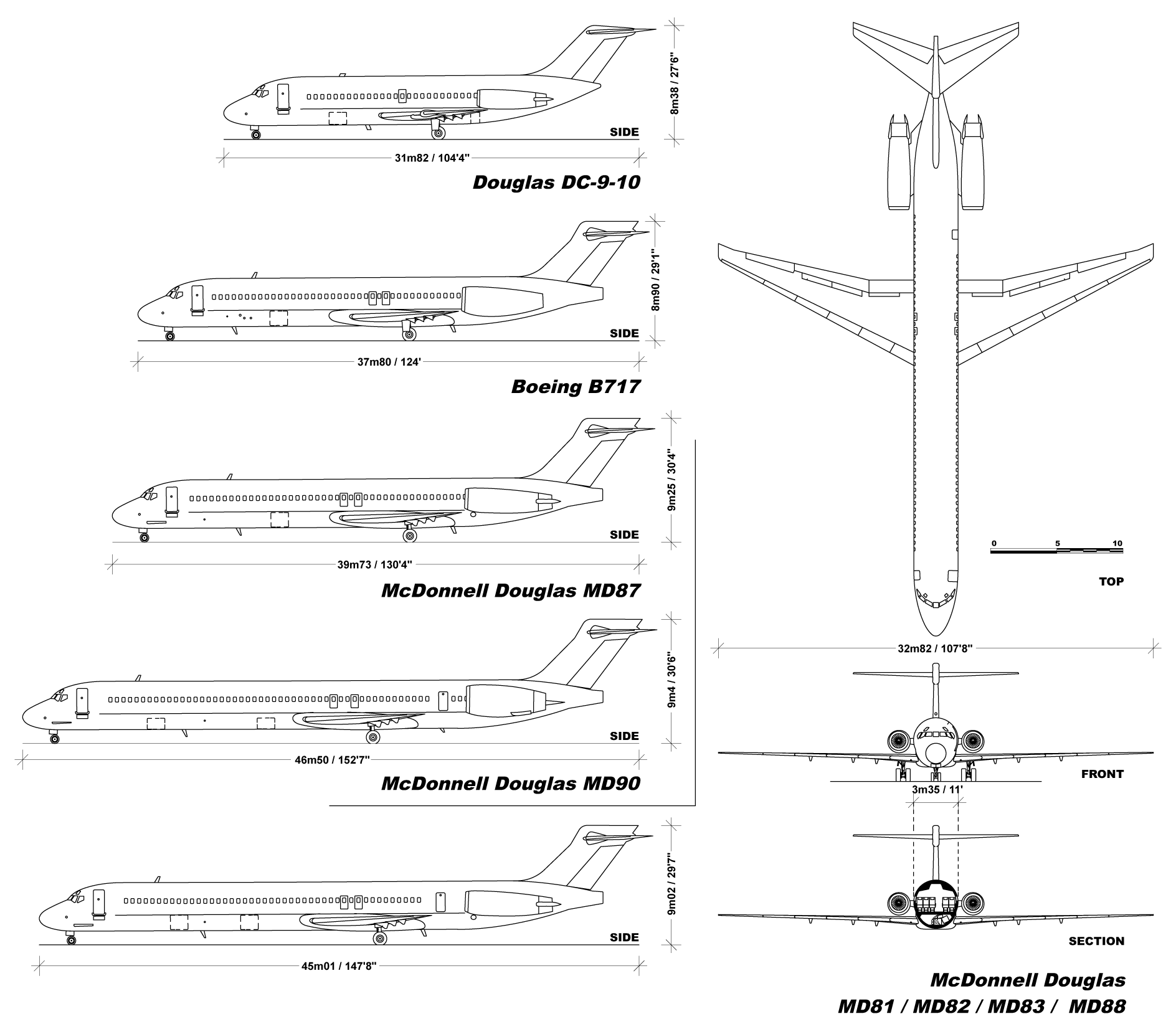
Douglas DC-9.

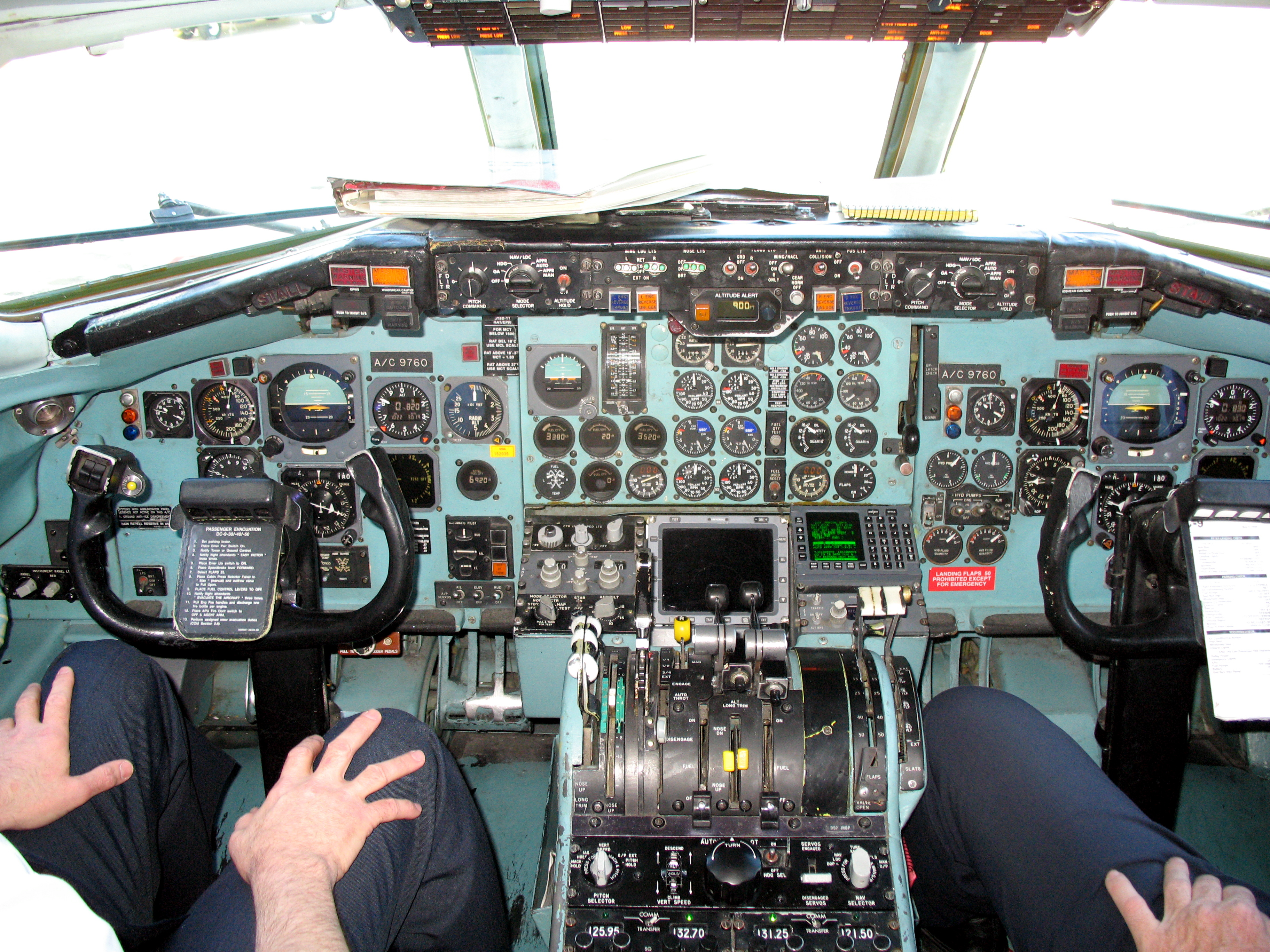
Cockpit.

Douglas DC-9 är ett tvåmotorigt jetdrivet flygplan tillverkat av Douglas Aircraft Company Inc. (senare McDonnell Douglas, numera Boeing) i Long Beach, Kalifornien, USA. Tillverkningen startade 1965 och den sista DC-9 levererades i oktober 1982. Den 23 maj 2006 levererades de sista exemplaren av Boeing 717 till Midwest Airlines och Airtran Airways och därmed hade produktionen av DC-9-familjen upphört efter 41 års tillverkning.
Ursprungsversionen DC-9-10 hade kapacitet för 65-75 passagerare. Efter hand förlängdes kroppen och flygplanet erbjöds i varianterna DC-9-20, DC-9-30, DC-9-40, DC-9-50 och DC-9 Super 80 (även känd som MD-80). Bland de stora operatörerna av DC-9-familjen fanns bland andra SAS, TWA, American Airlines, Alitalia och Swissair.

## Efterföljare
ACAC ARJ21 som tillverkas i Folkrepubliken Kina har många likheter med DC-9:an och dess yngre syskon, de tillverkade planet på licens ett tag och har nu en egen variant under utprovning.